# .338 Federal
El .338 Federal es un cartucho de rifle desarrollado a partir del casquillo del .308 Winchester al que se le holgó el cuello para poder alojar un proyectil calibre .33. Fue creado por la compañía productora de munición Federal Cartridge y Sako en 2006 como una alternativa de caza mayor para ser usada en rifles ligeros y que genere un retroceso manejable.

## Comparación
El .338 Federal fue estandarizado por SAAMI en el 2006. Comparándolo con el .358 Winchester, que también se desarrolla a partir del casquillo del .308 Winchester, los cuales requieren de un mecanismo de acción corta, el .338 Federal genera una velocidad de salida de 2,630 pies por segundo (800 m/s) y una energía de 4,373J con un proyectil de 210 granos, cargado con 40 granos de pólvora, mientras que el .358 Winchester, con un proyectil de 200 granos cargado con 39 granos de pólvora genera una energía de 3733j con una velocidad de salida de 2490 pies por segundo (760 m/s).n ioj

## Rifles
Savage y Heym (Modelos SR21, SR 30).  LMT, DPMS Panther Arms, y Wilson Combat,  ofrecidos en .338 Federal . Sako ya no ofrece rifles en .338 Federal.